# Yoo Sang-chul
Yoo Sang-chul ((유상철?, 柳想鐵?); Seul, 18 ottobre 1971 – Seul, 7 giugno 2021) è stato un calciatore e allenatore di calcio sudcoreano, di ruolo centrocampista.
Con la Nazionale sudcoreana ha partecipato ai Mondiali nel 1998 e nel 2002. Si ritirò dalle attività agonistiche dovuto ad una lesione cronica al ginocchio sinistro. Dopo il suo ritiro, Yoo scioccò i coreani rivelando che durante la sua carriera aveva la cecità all'occhio sinistro.
Nel 1998, gli venne offerto un provino per il FC Barcelona dopo i mondiali del 1998. Tuttavia, dovuto alla confusione riguardante la scarsa conoscenza degli agenti nel calcio europeo gli fecero mancare il provino; inoltre, il suo club all'epoca, l'Ulsan Hyundai Horang-i si era già accordato per una clausola vincolante per cedere Yoo al Yokohama F. Marinos.
È morto il 7 giugno 2021 a 49 anni a causa di un cancro al pancreas.

## Statistiche

### Cronologia presenze e reti in nazionale
| Cronologia completa delle presenze e delle reti in nazionale ― Corea del Sud | Cronologia completa delle presenze e delle reti in nazionale ― Corea del Sud | Cronologia completa delle presenze e delle reti in nazionale ― Corea del Sud | Cronologia completa delle presenze e delle reti in nazionale ― Corea del Sud | Cronologia completa delle presenze e delle reti in nazionale ― Corea del Sud | Cronologia completa delle presenze e delle reti in nazionale ― Corea del Sud | Cronologia completa delle presenze e delle reti in nazionale ― Corea del Sud | Cronologia completa delle presenze e delle reti in nazionale ― Corea del Sud |
| Data                                                                         | Città                                                                        | In casa                                                                      | Risultato                                                                    | Ospiti                                                                       | Competizione                                                                 | Reti                                                                         | Note                                                                         |
| ---------------------------------------------------------------------------- | ---------------------------------------------------------------------------- | ---------------------------------------------------------------------------- | ---------------------------------------------------------------------------- | ---------------------------------------------------------------------------- | ---------------------------------------------------------------------------- | ---------------------------------------------------------------------------- | ---------------------------------------------------------------------------- |
| 11-9-1994                                                                    | Gangneung                                                                    | Corea del Sud                                                                | 1 – 0                                                                        | Ucraina                                                                      | Amichevole                                                                   | -                                                                            |                                                                              |
| 13-9-1994                                                                    | Seul                                                                         | Corea del Sud                                                                | 2 – 0                                                                        | Ucraina                                                                      | Amichevole                                                                   | -                                                                            |                                                                              |
| 19-9-1994                                                                    | Seul                                                                         | Corea del Sud                                                                | 0 – 0                                                                        | Emirati Arabi Uniti                                                          | Amichevole                                                                   | -                                                                            |                                                                              |
| 1-10-1994                                                                    | Onomichi                                                                     | Corea del Sud                                                                | 11 – 0                                                                       | Nepal                                                                        | Giochi asiatici 1994                                                         | -                                                                            |                                                                              |
| 5-10-1994                                                                    | Hiroshima                                                                    | Corea del Sud                                                                | 2 – 1                                                                        | Oman                                                                         | Giochi asiatici 1994                                                         | -                                                                            | 45’                                                                          |
| 7-10-1994                                                                    | Miyoshi                                                                      | Corea del Sud                                                                | 0 – 1                                                                        | Kuwait                                                                       | Giochi asiatici 1994                                                         | -                                                                            |                                                                              |
| 11-10-1994                                                                   | Hiroshima                                                                    | Giappone                                                                     | 2 – 3                                                                        | Corea del Sud                                                                | Giochi asiatici 1994                                                         | 1                                                                            |                                                                              |
| 13-10-1994                                                                   | Hiroshima                                                                    | Uzbekistan                                                                   | 1 – 0                                                                        | Corea del Sud                                                                | Giochi asiatici 1994                                                         | -                                                                            |                                                                              |
| 15-10-1994                                                                   | Hiroshima                                                                    | Kuwait                                                                       | 2 – 1                                                                        | Corea del Sud                                                                | Giochi asiatici 1994                                                         | -                                                                            |                                                                              |
| 19-2-1995                                                                    | Hong Kong                                                                    | Cina                                                                         | 0 – 0                                                                        | Corea del Sud                                                                | Coppa Dinastia 1995                                                          | -                                                                            |                                                                              |
| 21-2-1995                                                                    | Hong Kong                                                                    | Corea del Sud                                                                | 1 – 1                                                                        | Giappone                                                                     | Coppa Dinastia 1995                                                          | -                                                                            |                                                                              |
| 23-2-1995                                                                    | Hong Kong                                                                    | Hong Kong                                                                    | 2 – 3                                                                        | Corea del Sud                                                                | Coppa Dinastia 1995                                                          | -                                                                            |                                                                              |
| 26-2-1995                                                                    | Hong Kong                                                                    | Giappone                                                                     | 2 – 2 dts (5 – 3 dtr)                                                        | Corea del Sud                                                                | Coppa Dinastia 1995                                                          | -                                                                            |                                                                              |
| 5-6-1995                                                                     | Suwon                                                                        | Corea del Sud                                                                | 1 – 0                                                                        | Costa Rica                                                                   | 1995 President's Cup                                                         | -                                                                            | 52’ 67’                                                                      |
| 10-6-1995                                                                    | Seul                                                                         | Corea del Sud                                                                | 2 – 3                                                                        | Zambia                                                                       | 1995 President's Cup                                                         | -                                                                            | 61’                                                                          |
| 12-8-1995                                                                    | Suwon                                                                        | Corea del Sud                                                                | 2 – 3                                                                        | Brasile                                                                      | Amichevole                                                                   | -                                                                            | 74’                                                                          |
| 31-10-1995                                                                   | Seul                                                                         | Corea del Sud                                                                | 1 – 1                                                                        | Arabia Saudita                                                               | Amichevole                                                                   | -                                                                            |                                                                              |
| 30-4-1996                                                                    | Tel Aviv                                                                     | Israele                                                                      | 4 – 5                                                                        | Corea del Sud                                                                | Amichevole                                                                   | 1                                                                            | 64’                                                                          |
| 26-11-1996                                                                   | Canton                                                                       | Cina                                                                         | 2 – 3                                                                        | Corea del Sud                                                                | Korea-China Annual Match                                                     | -                                                                            | 57’                                                                          |
| 7-12-1996                                                                    | Abu Dhabi                                                                    | Corea del Sud                                                                | 4 – 2                                                                        | Indonesia                                                                    | Coppa d'Asia 1996 - 1º turno                                                 | -                                                                            | 46’                                                                          |
| 10-12-1996                                                                   | Abu Dhabi                                                                    | Kuwait                                                                       | 2 – 0                                                                        | Corea del Sud                                                                | Coppa d'Asia 1996 - 1º turno                                                 | -                                                                            | 31’                                                                          |
| 16-12-1996                                                                   | Dubai                                                                        | Corea del Sud                                                                | 2 – 6                                                                        | Iran                                                                         | Coppa d'Asia 1996 - Quarti                                                   | -                                                                            |                                                                              |
| 18-1-1997                                                                    | Melbourne                                                                    | Corea del Sud                                                                | 1 – 0                                                                        | Norvegia                                                                     | Opus Tournament                                                              | -                                                                            |                                                                              |
| 22-1-1997                                                                    | Brisbane                                                                     | Australia                                                                    | 2 – 1                                                                        | Corea del Sud                                                                | Opus Tournament                                                              | -                                                                            | 87’                                                                          |
| 25-1-1997                                                                    | Sydney                                                                       | Corea del Sud                                                                | 3 – 1                                                                        | Nuova Zelanda                                                                | Opus Tournament                                                              | 1                                                                            |                                                                              |
| 22-2-1997                                                                    | Hong Kong                                                                    | Hong Kong                                                                    | 0 – 2                                                                        | Corea del Sud                                                                | Qual. Mondiali 1998                                                          | -                                                                            |                                                                              |
| 2-3-1997                                                                     | Bangkok                                                                      | Thailandia                                                                   | 1 – 3                                                                        | Corea del Sud                                                                | Qual. Mondiali 1998                                                          | -                                                                            |                                                                              |
| 23-4-1997                                                                    | Pechino                                                                      | Cina                                                                         | 0 – 2                                                                        | Corea del Sud                                                                | Korea-China Annual Match                                                     | -                                                                            |                                                                              |
| 21-5-1997                                                                    | Tokyo                                                                        | Giappone                                                                     | 1 – 1                                                                        | Corea del Sud                                                                | Amichevole                                                                   | 1                                                                            |                                                                              |
| 28-5-1997                                                                    | Daejeon                                                                      | Corea del Sud                                                                | 4 – 0                                                                        | Hong Kong                                                                    | Qual. Mondiali 1998                                                          | 1                                                                            |                                                                              |
| 1-6-1997                                                                     | Seul                                                                         | Corea del Sud                                                                | 0 – 0                                                                        | Thailandia                                                                   | Qual. Mondiali 1998                                                          | -                                                                            |                                                                              |
| 12-6-1997                                                                    | Seul                                                                         | Corea del Sud                                                                | 3 – 1                                                                        | Egitto                                                                       | 1997 Korea Cup                                                               | 1                                                                            |                                                                              |
| 14-6-1997                                                                    | Suwon                                                                        | Corea del Sud                                                                | 3 – 0                                                                        | Ghana                                                                        | 1997 Korea Cup                                                               | -                                                                            | 63’                                                                          |
| 16-6-1997                                                                    | Seul                                                                         | Corea del Sud                                                                | 1 – 1                                                                        | Jugoslavia                                                                   | 1997 Korea Cup                                                               | -                                                                            | 46’                                                                          |
| 10-8-1997                                                                    | Seul                                                                         | Corea del Sud                                                                | 1 – 2                                                                        | Brasile                                                                      | Amichevole                                                                   | -                                                                            |                                                                              |
| 24-8-1997                                                                    | Taegu                                                                        | Corea del Sud                                                                | 4 – 1                                                                        | Tagikistan                                                                   | Amichevole                                                                   | 1                                                                            |                                                                              |
| 12-9-1997                                                                    | Seul                                                                         | Corea del Sud                                                                | 2 – 1                                                                        | Uzbekistan                                                                   | Qual. Mondiali 1998                                                          | -                                                                            |                                                                              |
| 28-9-1997                                                                    | Tokyo                                                                        | Giappone                                                                     | 1 – 2                                                                        | Corea del Sud                                                                | Qual. Mondiali 1998                                                          | -                                                                            | 55’                                                                          |
| 4-10-1997                                                                    | Seul                                                                         | Corea del Sud                                                                | 3 – 0                                                                        | Emirati Arabi Uniti                                                          | Qual. Mondiali 1998                                                          | 1                                                                            | 84’                                                                          |
| 11-10-1997                                                                   | Almaty                                                                       | Kazakistan                                                                   | 1 – 1                                                                        | Corea del Sud                                                                | Qual. Mondiali 1998                                                          | -                                                                            |                                                                              |
| 18-10-1997                                                                   | Tashkent                                                                     | Uzbekistan                                                                   | 1 – 5                                                                        | Corea del Sud                                                                | Qual. Mondiali 1998                                                          | 1                                                                            |                                                                              |
| 1-11-1997                                                                    | Seul                                                                         | Corea del Sud                                                                | 0 – 2                                                                        | Giappone                                                                     | Qual. Mondiali 1998                                                          | -                                                                            |                                                                              |
| 9-11-1997                                                                    | Abu Dhabi                                                                    | Emirati Arabi Uniti                                                          | 1 – 3                                                                        | Corea del Sud                                                                | Qual. Mondiali 1998                                                          | -                                                                            | 58’                                                                          |
| 27-1-1998                                                                    | Bangkok                                                                      | Egitto                                                                       | 0 – 2                                                                        | Corea del Sud                                                                | 1998 King's Cup                                                              | -                                                                            | 60’                                                                          |
| 29-1-1998                                                                    | Bangkok                                                                      | Thailandia                                                                   | 0 – 2                                                                        | Corea del Sud                                                                | 1998 King's Cup                                                              | -                                                                            |                                                                              |
| 31-1-1998                                                                    | Bangkok                                                                      | Corea del Sud                                                                | 1 – 1 dts (5 – 4 dtr)                                                        | Egitto                                                                       | 1998 King's Cup                                                              | -                                                                            | 46’                                                                          |
| 7-2-1998                                                                     | Auckland                                                                     | Nuova Zelanda                                                                | 0 – 1                                                                        | Corea del Sud                                                                | Amichevole                                                                   | -                                                                            |                                                                              |
| 11-2-1998                                                                    | Sydney                                                                       | Australia                                                                    | 3 – 1                                                                        | Corea del Sud                                                                | Amichevole                                                                   | -                                                                            |                                                                              |
| 1-3-1998                                                                     | Yokohama                                                                     | Giappone                                                                     | 2 – 1                                                                        | Corea del Sud                                                                | Coppa Dinastia 1998                                                          | -                                                                            |                                                                              |
| 4-3-1998                                                                     | Yokohama                                                                     | Corea del Sud                                                                | 2 – 1                                                                        | Cina                                                                         | Coppa Dinastia 1998                                                          | -                                                                            | 80’                                                                          |
| 7-3-1998                                                                     | Tokyo                                                                        | Corea del Sud                                                                | 1 – 0                                                                        | Hong Kong                                                                    | Coppa Dinastia 1998                                                          | -                                                                            | 71’                                                                          |
| 1-4-1998                                                                     | Seul                                                                         | Corea del Sud                                                                | 2 – 1                                                                        | Giappone                                                                     | Amichevole                                                                   | 1                                                                            | 78’                                                                          |
| 15-4-1998                                                                    | Bratislava                                                                   | Slovacchia                                                                   | 0 – 0                                                                        | Corea del Sud                                                                | Amichevole                                                                   | -                                                                            |                                                                              |
| 18-4-1998                                                                    | Skopje                                                                       | Macedonia                                                                    | 2 – 2                                                                        | Corea del Sud                                                                | Amichevole                                                                   | -                                                                            |                                                                              |
| 22-4-1998                                                                    | Belgrado                                                                     | Jugoslavia                                                                   | 3 – 1                                                                        | Corea del Sud                                                                | Amichevole                                                                   | -                                                                            |                                                                              |
| 16-5-1998                                                                    | Seul                                                                         | Corea del Sud                                                                | 2 – 1                                                                        | Giamaica                                                                     | Amichevole                                                                   | -                                                                            |                                                                              |
| 19-5-1998                                                                    | Seul                                                                         | Corea del Sud                                                                | 0 – 0                                                                        | Giamaica                                                                     | Amichevole                                                                   | -                                                                            |                                                                              |
| 27-5-1998                                                                    | Seul                                                                         | Corea del Sud                                                                | 2 – 2                                                                        | Rep. Ceca                                                                    | Amichevole                                                                   | -                                                                            |                                                                              |
| 4-6-1998                                                                     | Seul                                                                         | Corea del Sud                                                                | 1 – 1                                                                        | Cina                                                                         | Korea-China Annual Match                                                     | -                                                                            | 46’                                                                          |
| 13-6-1998                                                                    | Lione                                                                        | Corea del Sud                                                                | 1 – 3                                                                        | Messico                                                                      | Mondiali 1998 - 1º turno                                                     | -                                                                            |                                                                              |
| 20-6-1998                                                                    | Marsiglia                                                                    | Paesi Bassi                                                                  | 5 – 0                                                                        | Corea del Sud                                                                | Mondiali 1998 - 1º turno                                                     | -                                                                            |                                                                              |
| 25-6-1998                                                                    | Parigi                                                                       | Belgio                                                                       | 1 – 1                                                                        | Corea del Sud                                                                | Mondiali 1998 - 1º turno                                                     | -                                                                            |                                                                              |
| 2-12-1998                                                                    | Nakhon Sawan                                                                 | Corea del Sud                                                                | 2 – 3                                                                        | Turkmenistan                                                                 | Giochi asiatici 1998                                                         | -                                                                            | 69’                                                                          |
| 4-12-1998                                                                    | Nakhon Sawan                                                                 | Vietnam                                                                      | 0 – 4                                                                        | Corea del Sud                                                                | Giochi asiatici 1998                                                         | 1                                                                            | 45’                                                                          |
| 7-12-1998                                                                    | Bangkok                                                                      | Corea del Sud                                                                | 2 – 0                                                                        | Giappone                                                                     | Giochi asiatici 1998                                                         | -                                                                            |                                                                              |
| 9-12-1998                                                                    | Bangkok                                                                      | Emirati Arabi Uniti                                                          | 1 – 2                                                                        | Corea del Sud                                                                | Giochi asiatici 1998                                                         | 1                                                                            |                                                                              |
| 11-12-1998                                                                   | Bangkok                                                                      | Corea del Sud                                                                | 1 – 0                                                                        | Kuwait                                                                       | Giochi asiatici 1998                                                         | -                                                                            |                                                                              |
| 14-12-1998                                                                   | Bangkok                                                                      | Thailandia                                                                   | 2 – 1                                                                        | Corea del Sud                                                                | Giochi asiatici 1998                                                         | 1                                                                            | 55’                                                                          |
| 28-3-1999                                                                    | Seul                                                                         | Corea del Sud                                                                | 1 – 0                                                                        | Brasile                                                                      | Amichevole                                                                   | -                                                                            | 84’                                                                          |
| 5-6-1999                                                                     | Seul                                                                         | Corea del Sud                                                                | 1 – 2                                                                        | Belgio                                                                       | Amichevole                                                                   | -                                                                            | 32’                                                                          |
| 15-2-2000                                                                    | Los Angeles                                                                  | Canada                                                                       | 0 – 0                                                                        | Corea del Sud                                                                | Gold Cup 2000 - 1º turno                                                     | -                                                                            |                                                                              |
| 17-2-2000                                                                    | Los Angeles                                                                  | Corea del Sud                                                                | 2 – 2                                                                        | Costa Rica                                                                   | Gold Cup 2000 - 1º turno                                                     | -                                                                            | 60’                                                                          |
| 26-4-2000                                                                    | Seul                                                                         | Corea del Sud                                                                | 1 – 0                                                                        | Giappone                                                                     | Amichevole                                                                   | -                                                                            | 77’                                                                          |
| 4-10-2000                                                                    | Abu Dhabi                                                                    | Emirati Arabi Uniti                                                          | 1 – 1 dts (3 – 2 dtr)                                                        | Corea del Sud                                                                | Coppa LG                                                                     | -                                                                            | 65’                                                                          |
| 7-10-2000                                                                    | Abu Dhabi                                                                    | Corea del Sud                                                                | 4 – 2                                                                        | Australia                                                                    | Coppa LG                                                                     | -                                                                            | 74’                                                                          |
| 13-10-2000                                                                   | Tripoli                                                                      | Corea del Sud                                                                | 2 – 2                                                                        | Cina                                                                         | Coppa d'Asia 2000 - 1º turno                                                 | -                                                                            | 40’ 60’                                                                      |
| 17-10-2000                                                                   | Tripoli                                                                      | Corea del Sud                                                                | 0 – 1                                                                        | Kuwait                                                                       | Coppa d'Asia 2000 - 1º turno                                                 | -                                                                            |                                                                              |
| 19-10-2000                                                                   | Tripoli                                                                      | Corea del Sud                                                                | 3 – 0                                                                        | Indonesia                                                                    | Coppa d'Asia 2000 - 1º turno                                                 | -                                                                            | 57’                                                                          |
| 26-10-2000                                                                   | Beirut                                                                       | Corea del Sud                                                                | 1 – 2                                                                        | Arabia Saudita                                                               | Coppa d'Asia 2000 - Semifinale                                               | -                                                                            | 58’                                                                          |
| 29-10-2000                                                                   | Beirut                                                                       | Cina                                                                         | 0 – 1                                                                        | Corea del Sud                                                                | Coppa d'Asia 2000 - Finale 3º posto                                          | -                                                                            | 46’ 89’                                                                      |
| 20-12-2000                                                                   | Tokyo                                                                        | Giappone                                                                     | 1 – 1                                                                        | Corea del Sud                                                                | Amichevole                                                                   | -                                                                            | 85’                                                                          |
| 24-1-2001                                                                    | Hong Kong                                                                    | Corea del Sud                                                                | 2 – 3                                                                        | Norvegia                                                                     | Coppa Carlsberg                                                              | -                                                                            | 85’                                                                          |
| 27-1-2001                                                                    | Hong Kong                                                                    | Paraguay                                                                     | 1 – 1 dts (5 – 6 dtr)                                                        | Corea del Sud                                                                | Coppa Carlsberg                                                              | -                                                                            |                                                                              |
| 11-2-2001                                                                    | Dubai                                                                        | Emirati Arabi Uniti                                                          | 1 – 4                                                                        | Corea del Sud                                                                | 2001 Emirates Cup                                                            | -                                                                            |                                                                              |
| 25-5-2001                                                                    | Suwon                                                                        | Corea del Sud                                                                | 0 – 0                                                                        | Camerun                                                                      | Amichevole                                                                   | -                                                                            |                                                                              |
| 30-5-2001                                                                    | Taegu                                                                        | Francia                                                                      | 5 – 0                                                                        | Corea del Sud                                                                | Conf. Cup 2001 - 1º turno                                                    | -                                                                            |                                                                              |
| 1-6-2001                                                                     | Ulsan                                                                        | Corea del Sud                                                                | 2 – 1                                                                        | Messico                                                                      | Conf. Cup 2001 - 1º turno                                                    | 1                                                                            |                                                                              |
| 13-11-2001                                                                   | Gwangju                                                                      | Corea del Sud                                                                | 1 – 1                                                                        | Croazia                                                                      | Amichevole                                                                   | -                                                                            |                                                                              |
| 9-12-2001                                                                    | Seogwipo                                                                     | Corea del Sud                                                                | 1 – 0                                                                        | Stati Uniti                                                                  | Amichevole                                                                   | 1                                                                            |                                                                              |
| 19-1-2002                                                                    | Pasadena                                                                     | Stati Uniti                                                                  | 2 – 1                                                                        | Corea del Sud                                                                | Gold Cup 2002 - 1º turno                                                     | -                                                                            |                                                                              |
| 23-1-2002                                                                    | Pasadena                                                                     | Corea del Sud                                                                | 0 – 0                                                                        | Cuba                                                                         | Gold Cup 2002 - 1º turno                                                     | -                                                                            |                                                                              |
| 20-3-2002                                                                    | Cartagena                                                                    | Finlandia                                                                    | 0 – 2                                                                        | Corea del Sud                                                                | Amichevole                                                                   | -                                                                            | 79’                                                                          |
| 26-3-2002                                                                    | Bochum                                                                       | Corea del Sud                                                                | 0 – 0                                                                        | Turchia                                                                      | Amichevole                                                                   | -                                                                            |                                                                              |
| 27-4-2002                                                                    | Incheon                                                                      | Corea del Sud                                                                | 0 – 0                                                                        | Cina                                                                         | Amichevole                                                                   | -                                                                            | 62’                                                                          |
| 16-5-2002                                                                    | Pusan                                                                        | Corea del Sud                                                                | 4 – 1                                                                        | Scozia                                                                       | Amichevole                                                                   | -                                                                            |                                                                              |
| 21-5-2002                                                                    | Seogwipo                                                                     | Corea del Sud                                                                | 1 – 1                                                                        | Inghilterra                                                                  | Amichevole                                                                   | -                                                                            |                                                                              |
| 26-5-2002                                                                    | Suwon                                                                        | Corea del Sud                                                                | 2 – 3                                                                        | Francia                                                                      | Amichevole                                                                   | -                                                                            |                                                                              |
| 4-6-2002                                                                     | Pusan                                                                        | Corea del Sud                                                                | 2 – 0                                                                        | Polonia                                                                      | Mondiali 2002 - 1º turno                                                     | 1                                                                            |                                                                              |
| 10-6-2002                                                                    | Taegu                                                                        | Corea del Sud                                                                | 1 – 1                                                                        | Stati Uniti                                                                  | Mondiali 2002 - 1º turno                                                     | -                                                                            | 61’                                                                          |
| 14-6-2002                                                                    | Incheon                                                                      | Portogallo                                                                   | 0 – 1                                                                        | Corea del Sud                                                                | Mondiali 2002 - 1º turno                                                     | -                                                                            | 69’                                                                          |
| 18-6-2002                                                                    | Daejeon                                                                      | Corea del Sud                                                                | 2 – 1 gg                                                                     | Italia                                                                       | Mondiali 2002 - Ottavi di finale                                             | -                                                                            |                                                                              |
| 22-6-2002                                                                    | Gwangju                                                                      | Spagna                                                                       | 0 – 0 dts (3 – 5 dtr)                                                        | Corea del Sud                                                                | Mondiali 2002 - Quarti di finale                                             | -                                                                            | 52’ 60’                                                                      |
| 25-6-2002                                                                    | Seul                                                                         | Germania                                                                     | 1 – 0                                                                        | Corea del Sud                                                                | Mondiali 2002 - Semifinale                                                   | -                                                                            |                                                                              |
| 29-6-2002                                                                    | Taegu                                                                        | Corea del Sud                                                                | 2 – 3                                                                        | Turchia                                                                      | Mondiali 2002 - Finale 3º posto                                              | -                                                                            |                                                                              |
| 20-11-2002                                                                   | Seul                                                                         | Corea del Sud                                                                | 2 – 3                                                                        | Brasile                                                                      | Amichevole                                                                   | -                                                                            |                                                                              |
| 29-3-2003                                                                    | Pusan                                                                        | Corea del Sud                                                                | 0 – 0                                                                        | Colombia                                                                     | Amichevole                                                                   | -                                                                            |                                                                              |
| 16-4-2003                                                                    | Seul                                                                         | Corea del Sud                                                                | 0 – 1                                                                        | Giappone                                                                     | Amichevole                                                                   | -                                                                            | 82’                                                                          |
| 31-5-2003                                                                    | Tokyo                                                                        | Giappone                                                                     | 0 – 1                                                                        | Corea del Sud                                                                | Amichevole                                                                   | -                                                                            |                                                                              |
| 8-6-2003                                                                     | Seul                                                                         | Corea del Sud                                                                | 0 – 2                                                                        | Uruguay                                                                      | Amichevole                                                                   | -                                                                            |                                                                              |
| 11-6-2003                                                                    | Seul                                                                         | Corea del Sud                                                                | 0 – 1                                                                        | Argentina                                                                    | Amichevole                                                                   | -                                                                            |                                                                              |
| 18-11-2003                                                                   | Seul                                                                         | Corea del Sud                                                                | 0 – 1                                                                        | Bulgaria                                                                     | Amichevole                                                                   | -                                                                            |                                                                              |
| 4-12-2003                                                                    | Tokyo                                                                        | Hong Kong                                                                    | 1 – 3                                                                        | Corea del Sud                                                                | Coppa dell'Asia orientale 2003                                               | -                                                                            |                                                                              |
| 7-12-2003                                                                    | Saitama                                                                      | Corea del Sud                                                                | 1 – 0                                                                        | Cina                                                                         | Coppa dell'Asia orientale 2003                                               | 1                                                                            |                                                                              |
| 10-12-2003                                                                   | Yokohama                                                                     | Giappone                                                                     | 0 – 0                                                                        | Corea del Sud                                                                | Coppa dell'Asia orientale 2003                                               | -                                                                            |                                                                              |
| 28-4-2004                                                                    | Incheon                                                                      | Corea del Sud                                                                | 0 – 0                                                                        | Paraguay                                                                     | Amichevole                                                                   | -                                                                            | 85’                                                                          |
| 5-6-2004                                                                     | Taegu                                                                        | Corea del Sud                                                                | 2 – 1                                                                        | Turchia                                                                      | Amichevole                                                                   | 1                                                                            |                                                                              |
| 9-6-2004                                                                     | Daejeon                                                                      | Corea del Sud                                                                | 2 – 0                                                                        | Vietnam                                                                      | Qual. Mondiali 2006                                                          | -                                                                            |                                                                              |
| 13-10-2004                                                                   | Beirut                                                                       | Libano                                                                       | 1 – 1                                                                        | Corea del Sud                                                                | Qual. Mondiali 2006                                                          | -                                                                            |                                                                              |
| 17-11-2004                                                                   | Seul                                                                         | Corea del Sud                                                                | 2 – 0                                                                        | Maldive                                                                      | Qual. Mondiali 2006                                                          | -                                                                            |                                                                              |
| 4-2-2005                                                                     | Seul                                                                         | Corea del Sud                                                                | 0 – 1                                                                        | Egitto                                                                       | Amichevole                                                                   | -                                                                            | 46’                                                                          |
| 20-3-2005                                                                    | Seul                                                                         | Corea del Sud                                                                | 1 – 0                                                                        | Burkina Faso                                                                 | Amichevole                                                                   | -                                                                            |                                                                              |
| 25-3-2005                                                                    | Dammam                                                                       | Arabia Saudita                                                               | 2 – 0                                                                        | Corea del Sud                                                                | Qual. Mondiali 2006                                                          | -                                                                            | 68’                                                                          |
| 30-3-2005                                                                    | Seul                                                                         | Corea del Sud                                                                | 2 – 1                                                                        | Uzbekistan                                                                   | Qual. Mondiali 2006                                                          | -                                                                            |                                                                              |
| 3-6-2005                                                                     | Tashkent                                                                     | Uzbekistan                                                                   | 1 – 1                                                                        | Corea del Sud                                                                | Qual. Mondiali 2006                                                          | -                                                                            | 87’                                                                          |
| Totale                                                                       |                                                                              | Presenze                                                                     | 124                                                                          |                                                                              | Reti                                                                         | 18                                                                           |                                                                              |

## Palmarès

### Club

#### Competizioni nazionali
- Campionato sudcoreano: 2

Ulsan Hyundai: 1996, 2005
- Coppa di Lega sudcoreana: 2

Ulsan Hyundai: 1995-1998
- Campionato giapponese: 2

Yokohama F Marinos: 2003, 2004
- Supercoppa della Corea del Sud: 1

Ulsan Hyundai: 2006

#### Competizioni internazionali
- A3 Champions Cup: 1

Ulsan Hyundai: 2006

### Individuale
- Capocannoniere della K-League: 1

1998
- Capocannoniere della Coppa J. League: 1

2000: (4 gol, a pari merito con Tomoyuki Hirase e Santos)